# Švėtė
Švėtė (lettiska Svēte) är en flod i norra Litauen och i södra Lettland med en längd på 123 km. Den har sin källa nära Tulominai, omkring 16 km sydost om Kuršėnai. Floden går genom Šiauliai och Joniškis län och passerar Žagarė nära gränsen till Lettland. Den är en av sidofloderna till Lielupe och rinner ut i denna flod 8 km nordväst om Jelgava. Lielupe rinner vidare mot Östersjön. 
De övriga delarna av Švėtė kan torka helt på torra somrar.[källa behövs] De största sidofloderna är Šakyna, Žarė, Tervete, Bērze, Žvairilas, Bukiškis, Juodupis, Katmilžis och Vilkija.